# Jean Batalla
Pour les articles homonymes, voir Batalla.
Jean Batalla (né Jean Eugène Batalla à Marseille le 22 juillet 1888 et mort à Paris 12e le 5 juillet 1963) est un pianiste virtuose du début du XXe siècle.

## Biographie
Il entre très tôt au Conservatoire de sa ville natale, en 1893, et y obtient le 1er prix de solfège. Il se produit à Marseille dans un premier concert révélateur à l'âge de 9 ans. En 1901, il remporte le 1er prix de piano. L'année suivante, classé premier de tous les candidats, il est admis au Conservatoire de Paris et devient élève de Louis Diémer. À son premier concours, il décroche la récompense suprême, premier nommé. En 1906, le grand prix triennal Diémer lui est décerné à l'unanimité. Les Concerts Colonne, la Société des concerts du Conservatoire, les Soirées d'Art, les Concerts Hasselmans et Sechiari et autres agences dites d'« art mineur » l'accueillent et il donnera des concerts à La Haye, Strasbourg, Barcelone, Manchester.
Il participera régulièrement à des émissions radiophoniques, notamment sur Radio Vitus, en compagnie du violoniste Jean Noceti et Édouard d'Armancourt.
En 1957 il publie un Précis de technique du piano, à Paris chez H. Lemoine.
Jean Batalla formera à son tour :
- Pierre-Philippe Bauzin
- Jeanne Joulain
- Yves-Marie Bruel
- Gabriel Tacchino

Jean Batalla meurt en 1963 rue du Faubourg-Saint-Martin.